# Sophie van Pruisen
Sophie Dorothea Ulrike Alice van Pruisen (Potsdam, Pruisen, 14 juni 1870 – Frankfurt am Main, Duitsland, 13 januari 1932) was een prinses van Pruisen en door haar huwelijk met koning Constantijn I van Griekenland de koningin van het Koninkrijk Griekenland (Grieks: Σοφία της Ελλάδας). Ze was een dochter van keizer Frederik III van Duitsland en diens vrouw Victoria en zo ook een zuster van de latere keizer Wilhelm II van Duitsland.

## Jeugd
Sophie werd geboren op het Neues Palais (Sanssouci) te Potsdam als prinses Sophie Dorothea Ulrike Alice van Pruisen; ze was het zevende kind en de derde dochter van de toenmalige kroonprins Frederik Willem van Pruisen en kroonprinses Victoria van Saksen-Coburg en Gotha. De vader van Sophie was de zoon van koning Wilhelm I van Pruisen, die vanaf 1871 Duits keizer werd, en koningin Augusta van Saksen-Weimar-Eisenach. De moeder van Sophie was de oudste dochter van koningin Victoria van het Verenigd Koninkrijk en haar man, prins-gemaal Albert van Saksen-Coburg en Gotha.
In haar jeugd stond Sophie bekend als Sossy. Haar familie kwam op de naam doordat het rijmde op Mossy, de bijnaam van haar jongere zusje, prinses Margaretha.

## Huwelijk
Op 27 oktober 1889 huwde Sophie met kroonprins Constantijn van Griekenland, de latere koning Constantijn I. Het huwelijk vond plaats in Athene, Griekenland. Ze waren beiden afstammelingen van tsaar Paul I van Rusland en koning Frederik Willem III van Pruisen.
Het huwelijk zorgde voor spanningen binnen de familie van Sophie. De problemen werden vooral veroorzaakt door keizerin Augusta Victoria, de vrouw van haar broer, keizer Wilhelm, binnen de familie beter bekend als Dona. Wilhelm, Sophies broer, was het, als hoofd van de Pruisisch Protestantse Kerk, ook niet eens met haar besluit. Sophie reageerde fel en zei tegen Dona dat het niet haar zaken waren en dat zij er zich niet mee moest bemoeien. Dit maakte Dona ontzettend boos en hysterisch. Haar jongste zoon, prins Joachim van Pruisen, werd nadien te vroeg geboren, en indien de baby was overleden dan zou Sophie de baby hebben "vermoord".

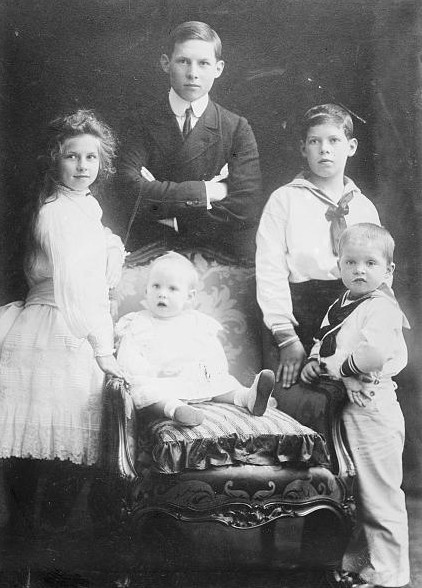
De kinderen van Sophie. Van links naar rechts: Helena, George, Alexander en Paul. Op de stoel zit Irene. De foto is waarschijnlijk gemaakt in 1904.

Het huwelijk tussen Sophie en Constantijn werd een succes en er werden zes kinderen geboren, waaronder drie koningen.

## Koningin van Griekenland
Op 18 maart 1913 werd de schoonvader van Sophie, koning George I van Griekenland, vermoord in Thessaloniki. Daardoor werden Constantijn en Sophie koning en koningin van het Koninkrijk Griekenland. In 1916 resideerden de koning en koningin in Tatoi. Er ontstond toen een mysterieuze brand, die een groot deel van het kasteel en de omgeving ervan vernietigde. Koningin Sophie nam haar jongste kind, prinses Catharina, mee en rende er bijna 2,5 kilometer mee in haar armen. De brand duurde 48 uur en er werd vermoed dat het een opzettelijke daad van brandstichting was.
Ze verliet Griekenland op 11 juni 1917 met haar man die, ten voordele van zijn zoon, gedwongen was om af te treden vanwege zijn pro-Duitse sympathieën tijdens de Eerste Wereldoorlog. Ze gingen in ballingschap in Zwitserland. In 1920 konden ze echter alweer terugkeren naar Griekenland, omdat hun zoon, koning Alexander, plotseling was overleden op 25 oktober 1920 aan bloedvergiftiging, als gevolg van de beet van een aap. Constantijn werd opnieuw koning op 19 december 1920. Van 25 oktober tot 19 december werd Griekenland geregeerd door de moeder van Constantijn I, koningin-regentes Olga Konstantinova van Rusland.
De tweede periode van Constantijn als koning was echter eveneens van korte duur. Hij moest voor de tweede keer afstand doen van de troon op 27 september 1922 na de verloren oorlog met Turkije, de Grieks-Turkse Oorlog. Nog geen jaar later op 11 januari 1923 stierf Constantijn te Palermo in Italië.
Tijdens de Eerste Wereldoorlog werd Sophie verkeerd ingeschat door het Griekse volk. Ze werd ervan beschuldigd om, net als haar haar man, pro-Duits te zijn, dit vanwege haar broer-keizer Wilhelm II. Nochtans was ze, net als haar moeder, hartstochtelijk pro-Brits.

## Overlijden
In haar laatste jaren werd er bij Sophie kanker gediagnosticeerd. Ze stierf uiteindelijk op 13 januari 1932 te Frankfurt in Duitsland. Tijdens de restauratie van de Griekse monarchie in 1935 werd haar stoffelijk overschot in 1936 naar Griekenland overgebracht. Ze werd herbegraven in de Koninklijke Begraafplaats te Tatoi, naast haar man, koning Constantijn.

## Kinderen
Uit het huwelijk van Sophie en Constantijn werden de volgende kinderen geboren:
- George (20 juli 1890 - 1 april 1947), trouwde met Elizabeth van Roemenië
- Alexander (20 juli 1893 – 25 oktober 1920), trouwde met Aspasia Manos
- Helena (3 mei 1896 - 28 november 1982), de latere echtgenote van koning Carol II van Roemenië
- Paul (14 december 1901 - 6 maart 1964), trouwde met Friederike von Hannover
- Irene (13 februari 1904 - 15 april 1974) trouwde met Tomislav II van Kroatië
- Catharina (4 mei 1913 - 2 oktober 2007), trouwde met Richard Brandram.

## Genealogie
| Sophie van Pruisen | Vader: Frederik III van Pruisen (1831-1888)             | Grootvader: Wilhelm I van Pruisen (1797-1888)                 | Overgrootvader: Frederik Willem III van Pruisen (1770-1840)           |
| Sophie van Pruisen | Vader: Frederik III van Pruisen (1831-1888)             | Grootvader: Wilhelm I van Pruisen (1797-1888)                 | Overgrootmoeder: Louise van Mecklenburg-Strelitz (1776-1810)          |
| Sophie van Pruisen | Vader: Frederik III van Pruisen (1831-1888)             | Grootmoeder: Augusta van Saksen-Weimar-Eisenach (1811-1890)   | Overgrootvader: Karel Frederik van Saksen-Weimar-Eisenach (1783-1853) |
| Sophie van Pruisen | Vader: Frederik III van Pruisen (1831-1888)             | Grootmoeder: Augusta van Saksen-Weimar-Eisenach (1811-1890)   | Overgrootmoeder: Maria Pavlovna van Rusland (1786-1859)               |
| Sophie van Pruisen | Moeder: Victoria van Saksen-Coburg en Gotha (1840-1901) | Grootvader: Albert van Saksen-Coburg en Gotha (1819-1861)     | Overgrootvader: Ernst I van Saksen-Coburg en Gotha (1784-1844)        |
| Sophie van Pruisen | Moeder: Victoria van Saksen-Coburg en Gotha (1840-1901) | Grootvader: Albert van Saksen-Coburg en Gotha (1819-1861)     | Overgrootmoeder: Louise van Saksen-Coburg-Altenburg (1800-1831)       |
| Sophie van Pruisen | Moeder: Victoria van Saksen-Coburg en Gotha (1840-1901) | Grootmoeder: Victoria van het Verenigd Koninkrijk (1819-1901) | Overgrootvader: Eduard August van Kent (1767-1820)                    |
| Sophie van Pruisen | Moeder: Victoria van Saksen-Coburg en Gotha (1840-1901) | Grootmoeder: Victoria van het Verenigd Koninkrijk (1819-1901) | Overgrootmoeder: Victoire van Saksen-Coburg-Saalfeld (1786-1861)      |

## Referentie
1. ↑  Sophie Prinzessin von Preussen, Königin von Griechenland